# Zyprische Badmintonmeisterschaft 2012
Die Zyprische Badmintonmeisterschaft 2012 fand vom 12. bis zum 13. Mai 2012 statt. Es war die 21. Auflage der nationalen Titelkämpfe von Zypern im Badminton.

## Titelträger
| Disziplin    | Sieger                                 |
| ------------ | -------------------------------------- |
| Herreneinzel | Charis Charalambous                    |
| Dameneinzel  | Dometia Ioannou                        |
| Herrendoppel | Charis Charalambous Demetris Kyprianou |
| Mixed        | Charis Charalambous Stella Knekna      |